# Pyrota vittigera
Pyrota vittigera là một loài bọ cánh cứng trong họ Meloidae. Loài này được Blanchard in d'Orbigny miêu tả khoa học năm 1843.